# Daniel Juslenius
Daniel Juslenius (né le 10 juin 1676 à Mietoinen — mort le 17 juin 1752 à Brunnsbro près de Skara)  est un écrivain, évêque et fennomane finlandais.
Il est aussi professeur d'hébreu, de grec et de théologie à l'Académie royale d'Åbo,.

## Biographie
Juslenius est considéré comme le premier fennomane et un ferme défenseur de la finnicité,.